# Jean-Jacques Sempé
Jean-Jacques Sempé (wym. [ʒɛɑ̃-ʒakkə sɑ̃pe]; ur. 17 sierpnia 1932 w Pessac, zm. 11 sierpnia 2022) – francuski rysownik, ilustrator.

## Życiorys
Nauka szła mu tak źle, że za brak zdyscyplinowania został wydalony z liceum w Bordeaux. Próbował szczęścia w różnych zawodach, m.in.: pomocnika u dostawcy win, gońca biurowego i wychowawcy na koloniach dla dzieci. W 1950 wstąpił na ochotnika do wojska i wyjechał do Paryża. W 1951 sprzedał swój pierwszy rysunek dziennikarzowi Sud-Ouest. W 1956 zadebiutował w Paris Match. Publikował również w Punch, L'Express, a także w New York Times. W 1960 zilustrował pierwszy tom książki o przygodach Mikołajka (Le petit Nicolas), autorstwa René Goscinnego. Pierwszy tom rysunków Sempégo, Rien n'est simple, ukazał się w 1962 r.
Książki ilustrowane przez Sempégo, wydane w Polsce:
- Historia pana Sommera (autor: Patrick Süskind, wyd. polskie 1994)
- Błędne ogniki i grzyby atomowe (autor: Georges Charpak i Richard L. Garwin, wyd. polskie 1999)
- Katarzynka (autor: Patrick Modiano, wyd. polskie 2009)
- seria książek o przygodach Mikołajka[2]